# Edward Joseph Dent
Edward Joseph Dent, född 16 juli 1876, död 22 augusti 1957, var en brittisk musikskriftställare.
Dent blev professor i musik vid universitetet i Cambridge 1926. I sina musikhistoriska skrifter hämtade Dent ämnena från äldre italiensk tonkonst. Han var även medarbetare i en mängd uppslagsböcker och har där beskrivit såväl äldre som modernare musik.